# Rete tranviaria di Dublino
La rete tranviaria di Dublino, commercialmente nota come Luas (dal gaelico irlandese velocità) è la rete metrotranviaria della città di Dublino.
Al 2012 ci sono due linee funzionanti lunghe complessivamente 38,2 chilometri e che servono cinquantaquattro stazioni. Nel 2010 sono stati trasportati 27,5 milioni di passeggeri.
L'esercizio è affidato a Veolia Transdev.

## Struttura della rete
La rete è composta da due linee, contrassegnate da un colore:
- la Rossa, lunga 22 km, presenta due diramazioni per un totale di quattro capolinea. I tram percorrono due direttrici diverse aventi in comune il tronco Busáras–Belgard:
  - una collega Tallaght al Point Village;
  - l'altra unisce la fermata nei pressi della stazione di Dublino Connolly a Saggart;
- la Verde, lunga 16 km, collega Saint Stephen's Green a Bride's Glen.

La linea verde copre l'asse centro-sud della città, mentre la rossa copre la zona settentrionale del centro cittadino e i sobborghi orientali. Le due linee non sono fisicamente collegate tra loro.

## Caratteristiche
Lo scartamento è di 1435 mm, minore rispetto a quello standard, di 1600 mm, in vigore sulla rete ferroviaria irlandese. Entrambe le linee sono a doppio binario, elettrificate in corrente continua a 750 volt.

## Materiale rotabile

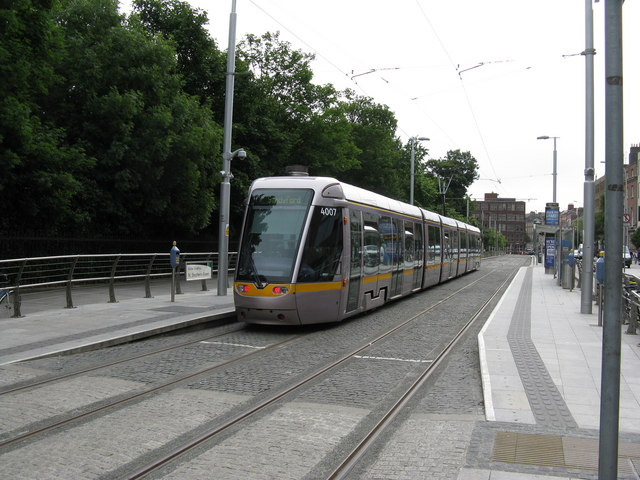
Il tram 4007 (Citadis 401) in sosta presso Saint Stephen's Green

L'Azienda impiega sessantasei Alstom Citadis 301 e 401 (a cinque casse) e 402 (a sette casse). In particolare i 402, presenti in ventisei esemplari, circolano solo sulla linea Verde. In origine i 301 erano a tre casse, in seguito sono state aggiunte due ulteriori sezioni per incrementare la capacità dei tram adeguandola a quella dei 401.
La fermata successiva viene indicata sia dai display interni al tram, utilizzando scritte scorrevoli, sia da un servizio con altoparlanti. Entrambi i sistemi, visivo e vocale, annunciano le fermate prima col nome in gaelico irlandese e poi in inglese.

## Servizio
Nelle ore di punta dei primi cinque giorni della settimana, la frequenza del servizio può salire a 3/6 minuti nelle tratte Sandyford – Saint Stephen's Green, della linea Verde, e Belgard – Busáras, della linea rossa. Negli orari di morbida e il sabato e la domenica, la frequenza scende di 10/20 minuti per entrambe le linee, arrivando a 30 minuti sul tronco Busáras – Connolly.
Gli orari di apertura sono i seguenti:
- lunedì-venerdì: 5.30 - 0.30;
- sabato: 6.30 - 0.30;
- domenica e festività: 7.00 - 23.30[7].

## LUAS Cross City
Luas Cross City è un'estensione della linea Verde dal capolinea attuale St Stephen Green alla Stazione ferroviaria di Boombridge che attraversa la città passando davanti al Trinity College.
La costruzione di questa estensione è iniziata a giugno 2013, mentre il ponte Rosie Hackett Bridge, che consente al nuovo tracciato di oltrepassare il fiume Liffey, è stato inaugurato il 20 maggio 2014. L'inaugurazione definitiva del nuovo tracciato è avvenuta il 9 dicembre 2017.
La nuova sezione prosegue dalla stazione St. Stephen's Green, ex terminale della tratta sud della linea Verde, e si incontra con la linea Rossa nei pressi della fermata Abbey, proseguendo verso nord e concludendo il percorso presso la stazione terminale di Broombridge, ove i passeggeri possono rapidamente raggiungere una fermata del servizio ferroviario Iarnród Éireann (Stazione di Maynooth).